# Голигоски, Алекс
Алекс Голигоски (англ. Alexander Goligoski; род. 30 июля 1985, Гранд-Рапидс) — американский хоккеист, защитник. Обладатель Кубка Стэнли 2009 года в составе клуба «Питтсбург Пингвинз».

## Карьера

### Клубная
На драфте НХЛ 2004 года был выбран во 2-м раунде под общим 61-м номером клубом «Питтсбург Пингвинз». После выбора на драфте он продолжил карьеру в «Миннесоте Голден Гоферс», за которую он играл в течение трёх сезонов.
По окончании студенческой карьеры он перешёл в фарм-клуб «Пингвинз» «Уилкс-Барре/Скрантон Пингвинз», за который отыграл весь сезон, сыграв в НХЛ три матча. В следующем сезоне он стал чаще за «Питтсбург Пингвинз», в составе которого в 2009 году он стал обладателем Кубка Стэнли.
15 июня 2009 года он подписал с «Питтсбургом» новый трёхлетний контракт.
21 февраля 2011 года был обменян в «Даллас Старз». 23 января 2012 года подписал с «Далласом» новый четырёхлетний контракт.
16 июня 2016 года был обменян в «Аризону Койотис», с которой в качестве свободного агента 21 июня подписал пятилетний контракт.
По окончании сезона, став свободным агентом 28 июля 2021 года подписал однолетний контракт с «Миннесотой Уайлд».
30 марта 2022 года подписал с «Миннесотой» новый двухлетний контракт.
20 октября 2022 года сыграл свой 1000-й матч в регулярных сезонах НХЛ, став 371-м хоккеистом, достигшим этой отметки.
Завершил карьеру после сезона 2023/24.

### Международная
Играл за молодёжную сборную на ЧМ-2005, на котором американцы остались без медалей, уступив в матче за бронзу чехам в овертайме со счётом 3:2.
Играл за сборную США на ЧМ-2012; на турнире американцы остались без медалей, проиграв в 1/4 финала сборной Финляндии (3:2).

## Статистика
| Легенда | Легенда                    | Легенда | Легенда                   | Легенда | Легенда    |
| ------- | -------------------------- | ------- | ------------------------- | ------- | ---------- |
| И       | Количество проведённых игр | Штр     | Штрафное время            | +/−     | Плюс-минус |
| Г       | Голы                       | П       | Голевые передачи          | О       | Очки       |
| -       | Статистика неизвестна      | —       | Статистика не учитывалась |         |            |